# František Piwowarski
František Piwowarski (* 22. ledna 1941), uváděný také jako František Pivovarský, je bývalý český fotbalista, který nastupoval jako záložník nebo útočník.

## Hráčská kariéra
V československé lize hrál za ostravský Baník, aniž by skóroval (31.10.1964–19.10.1969). Hrál převážně v B-mužstvu Baníku ve druhé a třetí lize.

### Prvoligová bilance
| Ročník             | Zápasy | Góly | Minuty | Klub             |
| ------------------ | ------ | ---- | ------ | ---------------- |
| I. liga 1964/65    | 1      | 0    | 11     | TJ Baník Ostrava |
| I. liga 1967/68    | 7      | 0    | 619    | TJ Baník Ostrava |
| I. liga 1969/70    | 1      | 0    | 69     | TJ Baník Ostrava |
| CELKEM I. ČS. LIGA | 9      | 0    | 699    |                  |